# Klafterberg (Unkeroda)
Der Klafterberg ist ein 357,7 m hoher Berg bei Wolfsburg-Unkeroda im Wartburgkreis in Thüringen.
Der Klafterberg befindet sich im mittleren Eltetal, auf der Südseite des Thüringer Waldes. An der Ostseite des Klafterberges befinden sich am Ortsrand von Unkeroda zahlreiche Hohlwege als Zeugnisse frühneuzeitlichen Kupferschieferbergbaus bei Förtha und Unkeroda. Man transportierte dort die in den Schächten oberhalb von Förtha und am Clausberg geförderten Kupfererze zur Weiterverarbeitung an die Attchenbacher Schmelzhütte bei Unkeroda.
Am Fuß des Klafterberges befindet sich der Bahnhof Förtha. 